# Amtsgericht Bad Sooden-Allendorf
Das Amtsgericht Bad Sooden-Allendorf (bis 1929: Amtsgericht Allendorf) war ein preußisches Amtsgericht mit Sitz in Bad Sooden-Allendorf.

## Vorgeschichte
In Kurhessen erfolgte 1821 die Trennung der Rechtsprechung von der Verwaltung und für die Rechtsprechung wurden Justizämter, darunter das Justizamt Allendorf, eingerichtet. Es war dem Obergericht für die Provinz Niederhessen zugeordnet.

## Geschichte
Mit der Annexion Kurhessens durch Preußen 1866 wurden in der neuen Provinz Hessen-Nassau Amtsgerichte eingerichtet. Das Justizamt Allendorf wurde entsprechend in das Amtsgericht Allendorf umgewandelt. Es war dem Kreisgericht Kassel zugeordnet. Mit der Einführung der Reichsjustizgesetze entstanden 1879 reichsweit einheitlich Amtsgerichte. Das Amtsgericht Allendorf behielt damit seinen Namen und erhielt die neuen Funktionen. Es war nun eines der 34 Amtsgerichte im Bezirk des Landgerichtes Kassel. Am Gericht bestand eine Richterstelle. Es war damit ein kleines Amtsgericht im Landgerichtsbezirk. Sein Gerichtsbezirk umfasste aus dem Kreis Witzenhausen den Stadtbezirk Allendorf, die Gemeindebezirke Ahrenberg, Asbach, Ellershausen, Hilgershausen, Kammerbach, Kleinvach mit Weiden, Orferode, Sickenberg, Sooden, Vatterode und Weidenbach mit Hennigerode und die Gutsbezirke Oberförsterei Allendorf und Kleinbach.
Das Amtsgericht Bad-Sooden-Allendorf wurde im Zweiten Weltkrieg zum 15. Juni 1943 zunächst Zweigstelle des Amtsgerichts Witzenhausen und dann 1945 aufgehoben.